# Tina (bướm đêm)
Tina là một chi bướm đêm thuộc phân họ Tortricinae của họ Tortricidae.

## Các loài
- Tina audaculana (Busck, 1907)